# T-Com

Logo

T-Com est un groupe de téléphonie mobile ou fixe, de services Internet et multimédias. Le groupe T-Com fait partie de la Deutsche Telekom, l'ancien monopole d'État privatisé en 1996. C’est un fournisseur de services télécoms de référence qui se trouve à Darmstadt. La division auquel appartient T-Com dans Deutsche Telekom s'appelle T-Home qui regroupe de nombreux opérateurs dits traditionnels d'Europe. 

## Présentation
Il s'agit aussi d'un fournisseur d'accès Internet et d'opérateurs différents mettant à profit le déploiement rapide du dégroupage et de la revente d'accès, pour se développer dans le marché des services de communication.
Le groupe T-Com met au point des équipements spéciaux. Des équipements terminaux innovants multi accès rendent les services accessibles quel que soit le type de réseau utilisé, notamment pour les services destinés aux entreprises. La généralisation du Haut Débit, avec le développement des technologies (ADSL, Wi-Fi, etc.) permet d'obtenir sur tous les réseaux des débits très élevés, en particulier pour les services qui concernent l'image (télévision, vidéo).